# Champigny-sous-Varennes
Champigny-sous-Varennes är en kommun i departementet Haute-Marne i regionen Grand Est (tidigare regionen Champagne-Ardenne) i nordöstra Frankrike. Kommunen ligger i kantonen Terre-Natale som tillhör arrondissementet Langres. År 2022 hade Champigny-sous-Varennes 132 invånare.

## Befolkningsutveckling
Antalet invånare i kommunen Champigny-sous-Varennes
| Referens: INSEE |